# Megachile nigroapicalis
Megachile nigroapicalis är en biart som beskrevs av Wu 2005. Megachile nigroapicalis ingår i släktet tapetserarbin, och familjen buksamlarbin. Inga underarter finns listade i Catalogue of Life.